# Wayne Sandilands
Wayne Sandilands (ur. 23 sierpnia 1983 w Benoni) – południowoafrykański piłkarz grający na pozycji bramkarza. Od 2010 roku jest zawodnikiem klubu Mamelodi Sundowns.

## Kariera klubowa
Swoją karierę piłkarską Sandilands rozpoczął w klubie Benoni Northerns. Następnie został zawodnikiem Supersport United. W sezonie 2004/2005 był członkiem pierwszego zespołu, jednak nie zadebiutował w nim w Premier Soccer League. W 2005 roku odszedł do Silver Stars, który zmienił w 2007 roku nazwę na Platinum Stars. W Platinum Stars występował do końca 2009 roku.
Na początku 2010 roku Sandilands przeszedł do Mamelodi Sundowns. Swój debiut w nim zaliczył 6 marca 2010 roku w wygranym 3:0 domowym meczu z Golden Arrows. W sezonie 2010/2011 stał się podstawowym bramkarzem Mamelodi Sundowns. W 2012 roku został uznany Najlepszym Bramkarzem Premier Soccer League.
| Sezon   | Klub              | Kraj              | Rozgrywki | Mecze | Bramki |
| ------- | ----------------- | ----------------- | --------- | ----- | ------ |
| 2004/05 | Supersport United | Południowa Afryka | PSL       | 0     | 0      |
| 2005/06 | Silver Stars      | Południowa Afryka | PSL       | 28    | 0      |
| 2006/07 | Silver Stars      | Południowa Afryka | PSL       | 21    | 0      |
| 2007/08 | Platinum Stars    | Południowa Afryka | PSL       | 18    | 0      |
| 2008/09 | Platinum Stars    | Południowa Afryka | PSL       | 14    | 0      |
| 2009/10 | Platinum Stars    | Południowa Afryka | PSL       | 9     | 0      |
| 2009/10 | Mamelodi Sundowns | Południowa Afryka | PSL       | 1     | 0      |
| 2010/11 | Mamelodi Sundowns | Południowa Afryka | PSL       | 23    | 0      |
| 2011/12 | Mamelodi Sundowns | Południowa Afryka | PSL       | 24    | 0      |
| 2012/13 | Mamelodi Sundowns | Południowa Afryka | PSL       |       |        |

## Kariera reprezentacyjna
W reprezentacji Republiki Południowej Afryki Sandilands zadebiutował 14 maja 2011 roku w wygranym 1:0 towarzyskim meczu z Tanzanią, rozegranym w Dar es Salaam. W 2013 roku został powołany do kadry na Puchar Narodów Afryki 2013.